# 汪泉
汪泉（1960年7月—），男，安徽黟县人，中华人民共和国政治人物。中国共产党党员。淮阴师范专科学校（现淮阴师范学院）化学系毕业，中国人民大学工业经济系工业企业管理专业研究生学历，硕士学位。

## 生平
历任中国人民银行南京分行副行长，江苏省人民政府副秘书长、省政府金融工作办公室主任等职。2013年2月出任中共无锡市委副书记，3月任代市长，次年1月正式当选无锡市人民政府市长。2018年2月，调常州市任市委书记。2018年2月24日，当选为第十三届全国人大代表。

## 延伸阅读
[在维基数据编辑]